# Aon Deutschland
Aon ist Deutschlands größter Versicherungsmakler. Das 1919 in Hamburg von Walter Jauch und Otto Hübener als Jauch & Hübener gegründete Unternehmen beschäftigt rund 1700 Mitarbeiter in Deutschland. Das Unternehmen ist seit 1997 Tochter der anglo-amerikanischen, börsennotierten Aon.

## Gründung
Walter Jauch lernte vor dem Ersten Weltkrieg in London den Kaufmann Otto Hübener kennen und gründete mit ihm 1919 die Versicherungsmakler- und Rückversicherungsmaklerunternehmen Jauch & Hübener in Hamburg. Das Unternehmen arbeitete sich binnen kurzer Zeit dank der herausragenden Unternehmerpersönlichkeit Hübeners in eine Spitzenstellung empor. Jauch förderte das Unternehmen u. a. durch seine familiären Kontakte zur hamburgischen Wirtschaft. Jauch & Hübener galten zunächst an der Hamburger Börse wegen ihrer ausgefallenen Versicherungsideen nicht viel. So initiierten Jauch & Hübener eine Beschlagnahmeversicherung zur Entschädigung der Empfänger illegaler Warenlieferungen aus dem von den Alliierten nach dem Ersten Weltkrieg besetzten Rheinland. Erstmals erlangten Jauch & Hübener eine Führungsposition mit der selbst entwickelten Minenversicherung für Seeschiffe gegen die Risiken durch die nach dem Ersten Weltkrieg auf den Weltmeeren treibenden Seeminen.

## Bedeutung

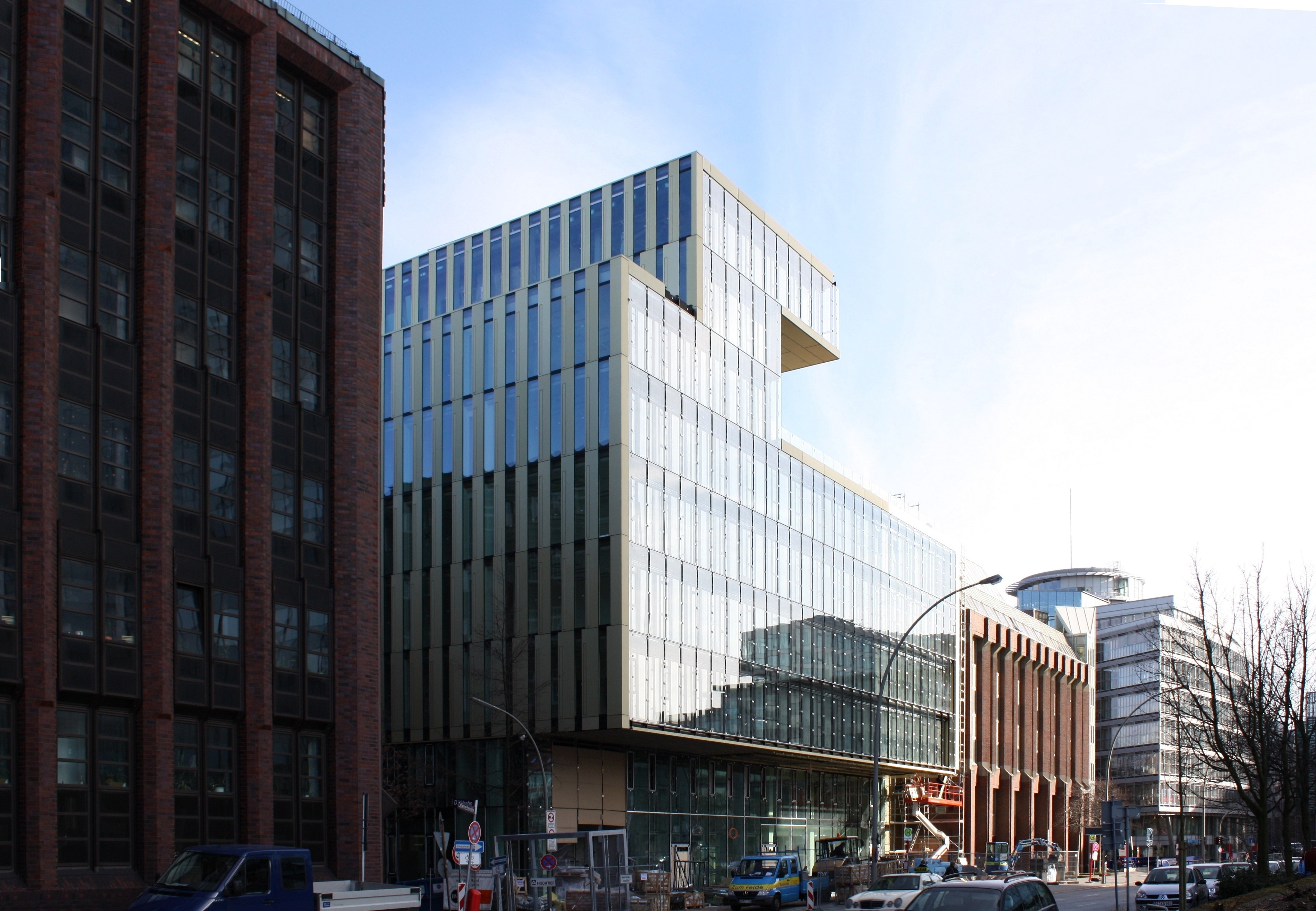
Neubau der Hamburger Niederlassung von Aon Jauch & Hübener.

Mitte der 1920er Jahre waren Jauch & Hübener bereits die bedeutendsten Rückversicherungsmakler des Kontinents. 1925 erhielten sie die Generalpolice der I.G. Farben für alle Exporte in die UdSSR, 1928 die Rückversicherung für den Deutschen Luftpool und die Generalpolice für den Transport sämtlicher Güter zur Weltausstellung in Barcelona. Zeitweise lief mehr als die Hälfte aller Versicherungen des deutschen Filmpools über Jauch & Hübener. In den dreißiger Jahren entwickelten Jauch & Hübener die Betriebshaftpflicht für Wirtschaftsprüfer.
Weitere Innovationen von Jauch & Hübener waren die Schrottpolice, die Russenpolice, die Getreidepolice, die Fischpolice, die Feuerblockpolice, ein Abwasserabgabenmodell sowie ein Stromreservekostenmodell. Hinzu kommen Spezialabdeckungen u. a. für Supertanker, Weltraumsatelliten und Ölplattformen.
1935 bestanden Niederlassungen in Hamburg, Düsseldorf, München, Wien und New York sowie Beteiligungen an Maklerunternehmen in Mailand, Genua und Paris.
Das Unternehmen wuchs durch zahlreiche Fusionen zum größten unabhängigen Versicherungsmakler des Kontinents. Übernommen wurden die ebenfalls 1919 gegründeten Unternehmen Georg Wildegans (1972) und Joost & Preuss (1991). 1992 wurde für das Privatkundengeschäft die Jauch & Hübener Privates Vorsorgemanagement GmbH (PVM) gegründet. 1986 übernahmen Jauch & Hübener das Hamburger Maklerunternehmen Agte Gebrüder.
1991 wurde die Jauch & Hübener OHG zur Verbreiterung der Kapitalbasis in eine Kommanditgesellschaft auf Aktien mit einem Kapital von 17 Mio. DM umgewandelt.
1997 wurde Jauch & Hübener vom anglo-amerikanischen Maklerunternehmen Aon erworben und beansprucht unverändert eine führende Stellung auf dem Deutschen Markt.

## Verbindungen zum Widerstand
Jauch & Hübener hatten schon zu Beginn der NS-Zeit einen Beauftragten des Sicherheitsdienstes (SD) zugeordnet bekommen, weil man in NS-Kreisen Zweifel an ihrer politischen Zuverlässigkeit hegte. Walter Jauchs angeheirateter Cousin war Hans Oster, Generalmajor und Stabschef der militärischen Abwehr unter Admiral Canaris. Über diesen hatte Jauch & Hübener Kontakt zu dessen unmittelbarem Mitarbeiter Hans von Dohnanyi, dem u. a. finanzielle Transaktionen mit Jauch & Hübener vorgeworfen wurden.
Otto Hübener wurde 1945 in Hamburg verhaftet. Am 7. April 1945 wurde Hans von Dohnanyi im KZ Sachsenhausen hingerichtet. Canaris, Oster und der Theologe Dietrich Bonhoeffer wurden am 9. April 1945 im KZ Flossenbürg hingerichtet. Hübener wurde ohne Gerichtsverhandlung am 21. oder 23. April 1945 in Berlin hingerichtet.